# Montrichard
Montrichard (/mɔ̃tʁiʃaʁ/) è un ex comune francese, dal 1º gennaio 2016 comune delegato del comune di Montrichard Val de Cher, situato nel dipartimento del Loir-et-Cher, nella regione del Centro-Valle della Loira.

## Società

### Evoluzione demografica
Abitanti censiti